# Musikjahr 1751
Liste der Musikjahre

◄◄ | ◄ | 1747 | 1748 | 1749 | 1750 | Musikjahr 1751 | 1752 | 1753 | 1754 | 1755 | ► | ►►

Weitere Ereignisse
Dieser Artikel behandelt das Musikjahr 1751.

## Ereignisse
- Die Kunst der Fuge von Johann Sebastian Bach erschien vermutlich das erste Mal post mortem als Die / Kunst der Fuge / durch / Johann Sebastian Bach / ehemahligen Capellmeister und Musikdirector zu Leipzig
- Georg Friedrich Händel komponiert sein letztes Oratorium Jephtha (HWV 70) auf einen Text von Thomas Morell. Händel muss die Arbeit wegen großer Schwierigkeiten mit seinen Augen mehrfach unterbrechen – er ist dabei auf einem Auge zu erblinden und schreibt in die Partitur: „biß hierher komen, den 13 Febr. 1751 verhindert worden wegen relaxation des gesichts meines linken auges“. Trotzdem schafft er es, die Komposition zu beenden.[1]
- Giuseppe Antonio Brescianello übernahm die Leitung der Hof- und Opernmusik in Stuttgart.
- Ferdinand Zellbell (der Jüngere) wird als Hofkapellmeister in Stockholm Nachfolger seines Vaters Ferdinand Zellbell (der Ältere)

### Opern und andere Bühnenwerke
- 30. Januar: Im Teatro San Cassiano in Venedig wurde das Dramma giocoso per musica Le donne vendicate von Gioacchino Cocchi uraufgeführt. Das Libretto stammte von Carlo Goldoni.
- 09. Februar: Im Teatro Argentina in Rom wurde das Dramma per Musica Ifigenia in Aulide von Niccolò Jommelli uraufgeführt.
- 30. Mai: In Neapel erfolgte die Uraufführung der Oper Tito Manlio von Girolamo Abos.
- 09. Oktober: Im Nuovo Teatro in Spoleto wurde das Dramma per Musica Ipermestra von Niccolo Jommelli uraufgeführt.
- 01. November: In Potsdam wurde das Intermezzo La ricamatrice divenuta dama von Johann Friedrich Agricola uraufgeführt.
- 26. Dezember: Das Dramma per Musica Artaserse von Giovanni Battista Pescetti nach dem Libretto von Pietro Metastasio wurde am Teatro Regio Ducale in Mailand uraufgeführt.
- 28. Dezember: Im Teatro delle Dame in Rom wurde das Dramma per Musica Talestri von Niccolo Jommelli uraufgeführt
- Das Libretto La Didone abbandonata wurde mehrere Male vertont. In Braunschweig wurde die Fassung von Ignazio Fiorillo, im Teatro S. Giovanni Crisostomo in Venedig die von Gennaro Manna und in Genua die von Davide Perez uraufgeführt.
- In Genua wurden die Opern Adriano in Siria, La gloria e il piacere, Il giuoco dei matti und Ifigenia von Andrea Adolfati aufgeführt.
- In Sankt Petersburg erfolgte die Uraufführung der Oper Eudossa incoronata von Francesco Araja
- Im Gartentheater von Schloss Schönbrunn wurde die Oper Il re pastore von Giuseppe Bonno uraufgeführt. Es war die erstmalige Vertonung des gleichnamigen Librettos von Pietro Metastasio.

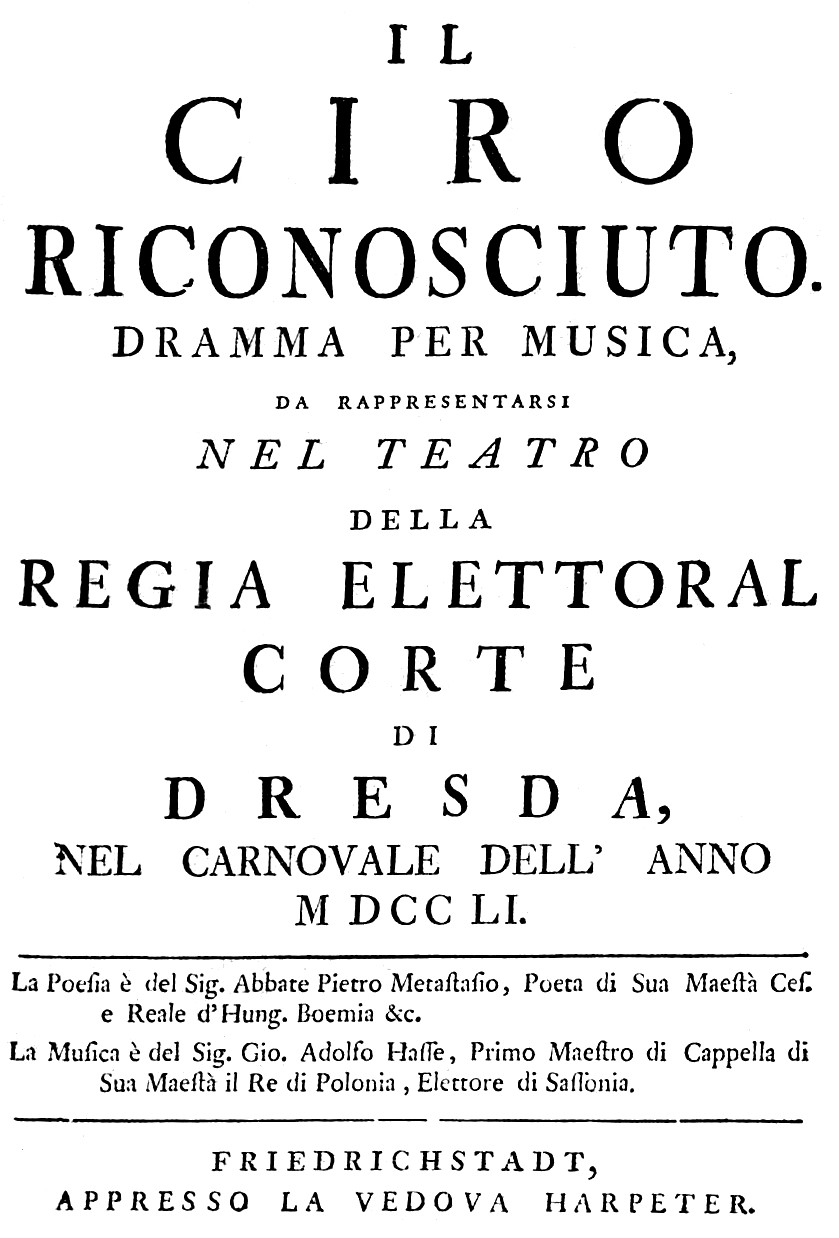
Titelseite des Librettos der Oper Ciro riconosciuto von Johann Adolph Hasse

- In Dresden wurde die Oper Ciro riconosciuto von Johann Adolph Hasse nach einem Libretto von Pietro Metastasio uraufgeführt.
- In Straßburg wurde das dramma per musica Cesare in Egitto von Niccoló Jommelli uraufgeführt.
- In Palermo wurde La vilana nobile von Niccolo Jommelli uraufgeführt.
- In Piacenza wurde das Dramma per musica Alessandro sotto le tende di Dario von Giovanni Battista Lampugnani uraufgeführt.
- In Neapel wurden A finta frascatana und Amore figlio del piacere von Nicola Bonifacio Logroscino uraufgeführt.
- Die Opera seria Semiramide riconosciuta von Giuseppe de Majo wurde uraufgeführt.
- Von Jean-Philippe Rameau wurden in Paris die Tragédie-lyrique Linus, die Pastorale-héroiques Acanthe et Céphise und der Einakter (acte de ballet) La Guirlande uraufgeführt.
- Im Teatro Ducale in Modena wurde das Dramma giocoso Gli impostori von Rinaldo di Capua uraufgeführt.
- In Barcelona wurde die Oper Il vecchio avaro von Giuseppe Scolari uraufgeführt.
- Die Oper Constantinus von Josef Antonín Sehling wurde uraufgeführt.
- In Neapel wurde die Oper Il Farnace von Tommaso Traetta uraufgeführt.

### Oratorium
- 01. März: Am Theatre Royal, Covent Garden, in London wurde das Oratorium The Choice of Hercules von Georg Friedrich Händel uraufgeführt.

### Vokalmusik
- Thomas Arne – Vocal Melody, vol. III
- William Hayes – Where shall the Muse, Ode
- John Stanley – Six Cantatas op. 8 und Three cantatas op. 9

### Instrumentalmusik
- 30. Mai: Bei den Concert spirituel wurde eine Sinfonie von Charles-Henri de Blainville, in dem von ihm erfundenen mode mixte uraufgeführt.
- Charles Avison – 6 Concerti grossi op. 2
- Carl Philipp Emanuel Bach – Cembalokonzert B-Dur Wq 28
- Johann Daniel Berlin – Musicalisches Divertissement Sonatine für Cembalo, in Augsburg veröffentlicht
- Louis de Caix d’Hervelois – VIe Livre de pièces pour un pardessus de viole à 5 cordes et 6 cordes avec la basse, contenant 3 suites qui peuvent se jouer sur la flûte.
- Antoine Dauvergne – Concerts de symphonies op. 3 und op. 4
- André-Joseph Exaudet – 6 Triosonaten für 2 Violinen und B.c.
- Antoine Mahaut – 6 sinfonie a quadro, in Augsburg veröffentlicht
- François Martin – Six Symphonies et Ouvertures op. 4, in Paris veröffentlicht

### Lehrbücher
- Francesco Geminiani: The Art of Playing on the Violin („Die Kunst des Violinspiels“) op. 9, eine erste didaktische Veröffentlichung dieser Art
- William Hayes: The Art of Composing Music by a Method Entirely New
- Jacob Wilhelm Lustig: Inleiding tot de Muzykkunde

## Geboren

### Geburtsdatum gesichert
- 18. Januar: Ferdinand Kauer, österreichischer Komponist und Dirigent († 1831)
- 05. März: Jan Křtitel Kuchař, tschischer Komponist und Organist († 1829)
- 09. März: María Antonia Vallejo, spanische Schauspielerin und Sängerin († 1787)
- 10. März: Peter Hölzl, österreichischer Orgelbauer († 1827)
- 03. April: Jean-Baptiste Lemoyne, französischer Komponist († 1796)
- 08. Juli: Christoph Heinrich Girbert, deutscher Musiker und Musikpädagoge († 1826)
- 02. August: August Christian Andreas Abel, deutscher Geiger und Hofmusiker († 1834)
- 01. September: Emanuel Schikaneder, deutscher Schauspieler, Sänger, Regisseur, Dichter und Theaterdirektor († 1812)
- 10. September: Bartolomeo Campagnoli, italienischer Violinist, Komponist und Dirigent († 1827)
- 16. September: Johann Joseph Kausch, schlesischer Mediziner und Schriftsteller († 1825)
- 14. November: Marie-Thérèse Willermaulaz, französische Harfenistin († 1816)
- 19. Dezember: Giuseppe Giordani, italienischer Komponist († 1794)

### Genaues Geburtsdatum unbekannt
- Karl David Ackermann, deutscher Schauspieler, Sänger und Brauereibesitzer († 1811)
- Dmitri Stepanowitsch Bortnjanski, ukrainisch-russischer Komponist († 1825)
- John Crosdill, englischer Komponist, Cellist und Violist († 1825)
- Joseph Meunier d’Haudimont, französischer Komponist und Kapellmeister († nach 1789)
- Blas de Laserna Nieva, spanischer Komponist († 1821)
- Jan Josef Praupner, tschechischer Komponist († 1818)
- William Smethergell, englischer Komponist († vor März 1836)

### Geboren um 1751
- Isidore Bertheaume, französischer Geiger und Komponist († 1802)

## Gestorben

### Todesdatum gesichert

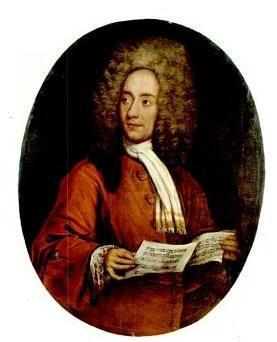
Tomaso Albinoni; † 17. Januar

- 17. Januar: Tomaso Albinoni, italienischer Komponist und Violinist (* 1671)
- 10. Februar: Quirin Weber, deutscher Orgelbauer (* 1693)
- 18. Februar: Giuseppe Matteo Alberti, italienischer Komponist und Violinist (* 1685)

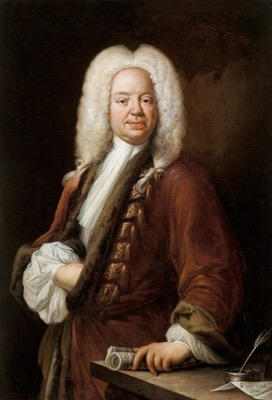
Georg Caspar Schürmann; † 25. Februar

- 25. Februar: Georg Caspar Schürmann, deutscher Komponist (* 1672 oder 1773)
- 27. Februar: Anton Preysinger, österreichischer Orgelbauer und Stadtrichter (* 1710)
- 02. Mai: Maria Maddalena Musi, italienische Opernsängerin (* 1669)
- 14. Mai: Henry Theodore Reinhold, deutscher Opernsänger (* um 1690)
- 20. Mai: Domènech Terradellas, Opernkomponist spanischer Herkunft (* 1711)
- 17. Juli: Johann Conrad Lichtenberg, deutscher Librettist, Baumeister und Theologe (* 1689)
- 25. Juli: Johann Friedrich Lampe, deutsch-britischer Komponist (* 1703)
- 31. Juli: Benigna Marie Reuß zu Ebersdorf, deutsche Kirchenliederdichterin (* 1695)
- 25. August: Christian Friedrich Rolle, deutscher Organist und Komponist (* 1681)
- 02. Oktober: Pierre du Mage, französischer Organist und Komponist (* 1674)
- 07. November: Heinrich Bokemeyer, Theologe, Dichter, Komponist (* 1679)
- 26. Dezember: Girolamo Nicolò Laurenti, italienischer Violinist und Komponist (* 1678)

### Genaues Todesdatum unbekannt
- Jean Baptiste Cappus, französischer Komponist (* vor 1700)
- Eilert Köhler, deutscher Orgelbauer (* um 1710)
- Giovanni Reali, italienischer Violinist, Komponist und Kapellmeister (* 1681)

### Gestorben um 1751
- Ferdinando Galimberti, italienischer Komponist, Geiger und Musikpädagoge (* um 1700)